# 潔西灣
60°44′S 44°44′W / 60.733°S 44.733°W
潔西灣是南極洲的海灣，位於南奧克尼群島的勞里島北部，處於皮里半島和麥肯齊半島之間，寬7公里，該海岬在1821年12月由英國的捕海豹船發現。